# 長身鰶
長身鰶（学名：[Hemiculter elongatus] 错误：{{Lang}}：文本有斜体标记（帮助）），為輻鰭魚綱鯉形目鲴科鰶属的其中一種。分布於亞洲越南淡水流域，棲息在河川底中層水域，生活習性不明。